# 烏馬哈蘭塔山
19°38′S 65°39′W / 19.633°S 65.650°W
烏馬哈蘭塔山（Uma Jalanta），是玻利維亞的山峰，位於該國南部，處於波托西東南面，屬於安第斯山脈中波托西山脈的一部分，海拔高度4,760米。